# Thalictrum occidentale
Thalictrum occidentale är en ranunkelväxtart som beskrevs av Asa Gray. Thalictrum occidentale ingår i släktet rutor, och familjen ranunkelväxter. Utöver nominatformen finns också underarten T. o. macounii.

## Bildgalleri

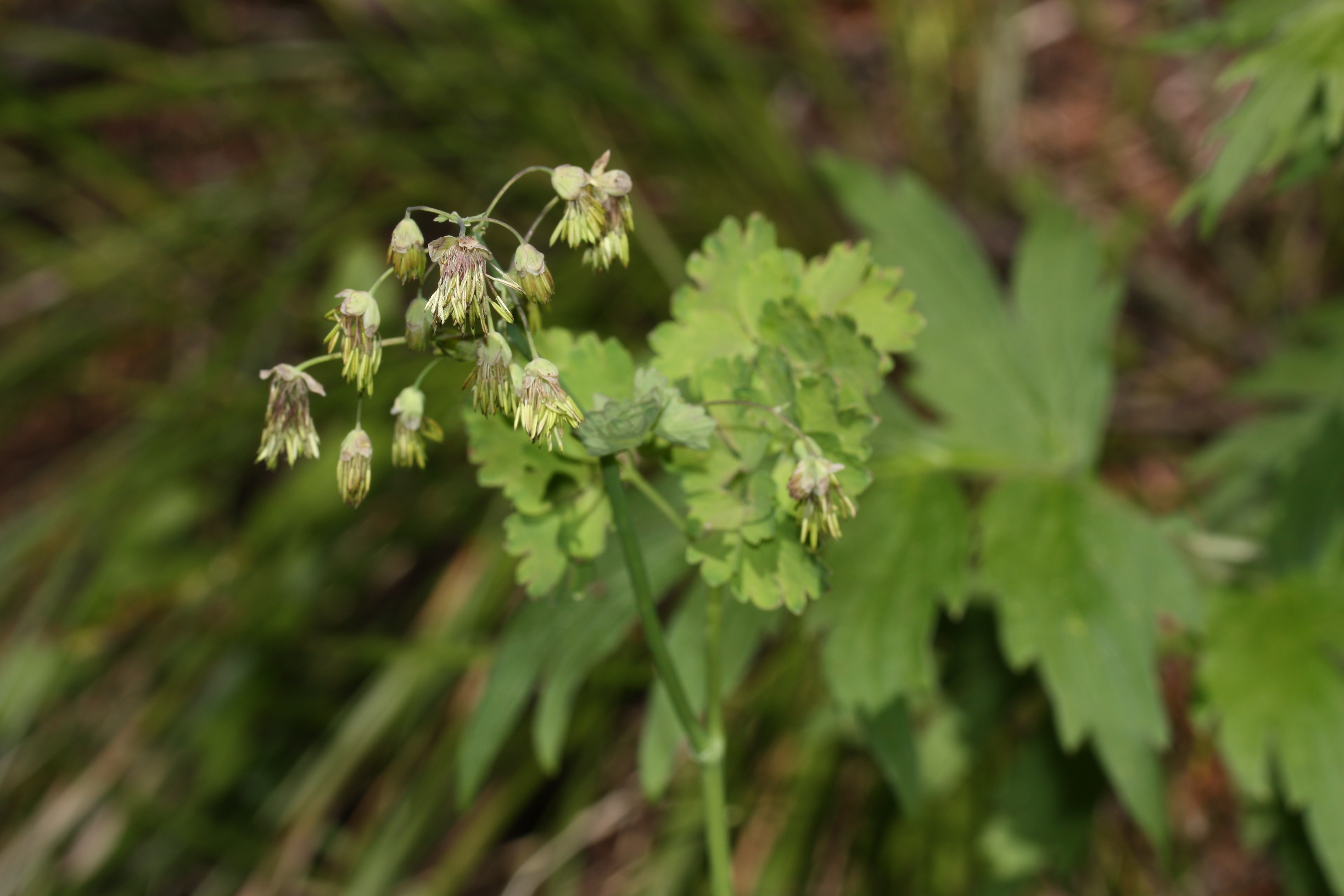